# Proteopsis
Proteopsis là một chi thực vật có hoa trong họ Cúc (Asteraceae).

## Loài
Chi Proteopsis gồm các loài: